# Agrotis aeneipennis
Agrotis aeneipennis là một loài bướm đêm trong họ Noctuidae.